# Ущелина (роман)
«Ущелина» (2007) — роман Доріс Лессінг. 

## Короткий зміст
Оповідь веде римський історик, який жив за часів імператора Нерона. Він розповідає цю історію як таємницю зародження людства, зібрану з уривків документів та переказів, що передавалися крізь віки.
На початку, людство складалося виключно з жінок, які розмножувалися безстатевим шляхом. Вони жили спокійно і не мали багато клопотів. Жінки жили біля моря і частково були схожі наводних істот. Вони називали себе «Ущелинами», на честь Ущелини, яку жінки вважали священною і яка формою нагадувала вагіну.
Одного дня, в Ущелині народився хлопчик, якого назвали «монстром». Налякані жінки вбили цю дитину. Але народжувалося все більше «монстрів», і мешканки Ущелини залишили їх помирати на скелі. Орли, які жили неподалік, побачили цих дітей і віднесли їх до сусідньої долини. Пізніше, хлопчиків вигодували великодушні олені. Діти поступово дорослішали та могли вже самостійно дбати про себе. Невдовзі, Орли врятували ще хлопчиків. Так утворилося їхнє плем'я.
Одного дня жінка забрела в долину, де її зґвалтували вже дорослі чоловіки. Вона втекла і через дев'ять місяців народила нову дитину змішаної крові. Після того, як жінка розповіла свою історію решті мешканок Ущелини, два племені невдовзі зустрілися. Однак матріархи Ущелини боялися «монстрів» і прийняли рішення знищити їх.